# Emilia Gutiérrez
Emilia Gutiérrez (Buenos Aires, 1928-Buenos Aires, 2003), apodada la Flamenca, fue una artista argentina. 

## Biografía
Nació en el barrio porteño de Flores en 1928. Su madre, había padecido una depresión posparto y eventual psicosis, resultando en reiteradas internaciones a lo largo de su vida. Emilia y sus dos hermanas mayores, Lidia e Ilda, fueron criadas por su abuela materna, Esperanza, mientras que su padre, Emilio Gutiérrez, viajaba de manera constante a causa de su trabajo como comerciante. Emilia comenzó a mostrar una fuerte inclinación por el arte durante sus años en el colegio, y en 1944 empezó sus estudios de grabado y dibujo en la Escuela Profesional n˚5 de Artes Plásticas Fernando Fader. Durante estos años empezó a visitar exposiciones por las galerías de Buenos Aires, momento durante el cual conoció a Demetrio Urruchúa, quien posteriormente fue su maestro. En 1950, realizó su aparición pública en una muestra grupal realizada en la Galería Van Riel.
En 1952, conoció al poeta Máximo Simpson en la galería de la Sociedad Hebraica Argentina, de quien se volvió temprana amiga. En aquel entonces, Emilia llevaba frecuentando el taller de Demetrio Urruchúa por dos años. Allí es donde adquirió su apodo, la Flamenca, atribuido a su particular devoción y admiración por la pintura flamenca. En la década de los 50, paralelamente a su asistencia en el taller de Urruchúa, Emilia habilitó una habitación en la casa de su abuela, Esperanza, en donde trabajó con Silvina Ocampo, Elsa Pérez, Antonio Abreu y Ana Tarsia. Durante esa época comenzó a trabajar como diseñadora gráfica en la Editorial Codex, tarea que desempeñó durante aproximadamente ocho años.
En 1953 se casó con el también artista, y eventual director gráfico de la Editorial Universitaria de Buenos Aires (EUDEBA) y el Centro Editor de América Latina, Oscar Díaz. En 1954, el matrimonio recorrió América, junto con el artista peruano José Sabogal, en voluntario peregrinaje. Oscar y Emilia se divorciaron en 1958, luego de cinco años de casados. A los 35 años, comenzó un tratamiento psiquiátrico, y fue eventualmente medicada. En 1961, como parte del Grupo del Plata, integrado por Abreu, Anadon, Alcaraz, Gorriarena, Molteni, Monzón y Ocampo, expuso en el Salón Peuser. 
Entre 1965 y 1975, expuso en las galerías Lirolay y Van Riel siendo aquella década en la cual desarrolla el cuerpo principal de su obra pictórica. 
Con el pasar de los años, en 1977 aproximadamente dejó de pintar y se dedicó exclusivamente a los dibujos a recomendación de su psiquiatra, a causa de alucinaciones visuales provocadas por la pintura. No volvió a pintar hasta su muerte en 2003. Antes de su fallecimiento, asistida por su hermana Ilda y su cuñado León Berlín, desarrolló un testimonio artístico que constituye «una de las grandes y ocultas cifras sensibles del arte argentino de la segunda parte del siglo XX».

## Exposiciones

### Individuales
- Galería COSMOCOSA. Buenos Aires, Argentina (2019) "Flamenca", curada por Rafael Cippolini[6]
- Galería Traba (2019) Curada por Gabriel Levinas
- Art Museum of the Americas. Organización de los Estados Americanos, Washington D. C., Estados Unidos (2010). Curada por María Teresa Constantin
- Centro Cultural Recoleta. Buenos Aires, Argentina (2004)
- Galería Nice. Buenos Aires, Argentina. Óleos (1975)
- Galería Van Riel. Buenos Aires, Argentina. Dibujos (1974)
- Galería Van Riel. Buenos Aires, Argentina. Óleos (1973)
- Galería Van Riel. Buenos Aires, Argentina. Dibujos (1971)
- Galería Van Riel. Buenos Aires, Argentina. Óleos (1970)
- Galería Lirolay. Buenos Aires, Argentina. Dibujos y Óleos (1966)
- Galería Lirolay. Buenos Aires, Argentina. Dibujos y Óleos (1965)

### Colectivas
- Arte BA. Galería COSMOCOSA. Buenos Aires, Argentina (2022)
- Arte BA. Buenos Aires, Argentina (2003)
- Grabadoras y Dibujantas del Museo Argentino de Artistas Plásticas. MACLA. La Plata, Provincia de Buenos Aires, Argentina. (2003)
- Museo Virtual. Museo Argentino de Artistas Plásticas (1999)
- Primer Salón de Primavera. Villa Gesel, Provincia de Buenos Aires, Argentina (1975)
- Hotel de las Artes. Buenos Aires, Argentina (1967)
- Galería Peuser, con Grupo del Plata. Buenos Aires, Argentina (1961)
- Galería Van Riel. Buenos Aires, Argentina (1950)